# هتلي (كامبريدجشير)
هتلي (بالإنجليزية: Hatley, Cambridgeshire)‏ هي قرية وأبرشية مدنية تقع في المملكة المتحدة في إنجلترا. يقدر عدد سكانها بـ 205 نسمة .

## أعلام
- إدمند كاستل